# Vyni Takahashi
Vinícius Takahashi Tibério (São Paulo, 19 de setembro de 1997) é um ator, cantor e dublador brasileiro. É mais conhecido por ser o dublador oficial do ator Cameron Boyce, no Brasil, por dublar o Dudu na série baseada na história em quadrinhos da Turma da Mônica, Batman na série Gotham, Carl na serie The Walking Dead, Lampo em 44 Gatos, e Luffy, na série live action de One Piece.

## Biografia
Vyni começou a fazer teatro aos 7 anos. Participou de várias peças até que a professora disse que tinha talento com a voz. Fez curso de dublagem e, desde os 12, trabalha com isso.
Nas horas vagas, Vyni gosta de cantar e tocar violão.
Vyni também faz parte da Banda NOZ.
Atualmente faz faculdade de cinema.
Vyni já dublou para vários canais de TV como Discovery Kids, Disney Junior, Nickelodeon, Nick Jr., Gloob, SBT, Disney XD, Disney Channel e Cartoon Network.

## Prêmios
Em 2024, Takahashi venceu o Prêmio Cubo de Ouro na categoria "Dublagem Geek do Ano", por seu trabalho como Luffy, em One Piece.

## Filmografia
| Ano       | Título                  | Papel              | Emissora | Notas                      |
| --------- | ----------------------- | ------------------ | -------- | -------------------------- |
| 2013      | Carrossel               | Júlio              | SBT      |                            |
| 2015      | Patrulha Salvadora      | Dionísio Diocesano | SBT      | Antagonista                |
| 2018-2020 | As Aventuras de Poliana | Leandro "Zóio"     | SBT      | Co-Antagonista Temporada 1 |

## Dublagens

### Filmes
- Cameron Boyce† como Carlos em Descendentes[6][7]

#### Filmes animados
- Mike em No Mundo na Lua
- Trunks em Dragon Ball Z: A Batalha dos Deuses
- Zorua em Pokémon - Zoroark: O Mestre das Ilusões

### Séries
- Cameron Boyce† como Luke Ross em Jessie, Acampados, Boa Sorte, Charlie e Austin & Ally; Craig em Liv e Maddie; Conor em Guia de um Gamer Para Quase Tudo
- Alex Christian Jones como Eddie em Os Guerreiros Wasabi
- Jake Goodman como Spencer Foster em Life with Boys
- Cole Jensen como Wyatt Bernstein em Crash & Bernstein
- Chandler Riggs como Carl Grimes em The Walking Dead
- David Mazouz como Bruce Wayne em Gotham
- Tyler Alvarez como Diego Rueda em Every Witch Way
- Jared S. Gilmore como Henry Mills em Once Upon a Time
- Iñaki Godoy como Monkey D. Luffy em One Piece: A Série[8][9][10][11][12]

### Desenhos/Animes
- Príncipe James em Princesinha Sofia
- Chase (1ª voz) em Patrulha Canina
- Pedrinho em Sítio do Picapau Amarelo (1ª temporada)
- Sand em Ultimate Homem-Aranha
- Luke Ross em Jessie
- Peter em Heidi
- Carlos em Descendentes: Mundo de Vilões
- Eddy em Pororo, O Pequeno Pinguim
- Donnie em Doutora Brinquedos
- A.J (1ª voz) em Blaze and the Monster Machines
- Arnold em O Ônibus Mágico
- Léo em Caillou (5ª temporada)
- Salsa (Paresley) Little Charmers (2ª temporada)
- Pablo em Dora, a Aventureira
- Rico, amigo do Fico em As Aventuras de Doki
- Ace em Get Ace
- Meninos em Team Umizoomi
- Eduardo "Dudu" em Turma da Mônica
- Narrador dos Desenhos em Discovery Kids Brasil
- Nishikata em Karakai Jouzu no Takagi-san

## Voz original

### Desenhos/Animes
- Dudu (2ª voz) em Turma da Mônica
- Pedrinho (1ª voz) em Sitio do Picapau Amarelo[3]